# International Meteor Organization
Pour les articles homonymes, voir IMO.
 (mai 2020).
Si vous disposez d'ouvrages ou d'articles de référence ou si vous connaissez des sites web de qualité traitant du thème abordé ici, merci de compléter l'article en donnant les références utiles à sa vérifiabilité et en les liant à la section « Notes et références ».
International Meteor Organization ou IMO (traduction littérale, Organisation internationale des météores) est une organisation sans but lucratif regroupant des astronomes amateurs et professionnels qui s'intéressent aux météores. L'organisation a été officiellement fondée en 1988 à la suite de rassemblements précédents qui se sont tenus durant de nombreuses années[évasif].
L'IMO compte plusieurs centaines[évasif] de membres et a été créée en réponse à un besoin de coopération internationale en matière de travail amateur et professionnelle sur les météores. La collecte d'observations de météores par plusieurs méthodes[Lesquelles ?] dans le monde entier assure l'étude complète des pluies de météores et de leur relation avec les comètes et la poussière interplanétaire.
L'IMO publie une revue bimestrielle appelée WGN. Elle organise aussi en septembre de chaque année une conférence internationale appelée International Meteor Conference (IMC).

## Note
1. ↑  WGN est le sigle de werkgroepnieuws, une expression néerlandaise qui signifie nouvelles du groupe de travail. WGN a d'abord été une circulaire avant de devenir une revue.